# Saint-Valentin
Saint-Valentin település Franciaországban, Indre megyében. Lakosainak száma 263 fő (2022. január 1.). Saint-Valentin La Champenoise, Lizeray, Ménétréols-sous-Vatan, Neuvy-Pailloux és Saint-Aoustrille községekkel határos.

## Népesség
A település népessége az elmúlt években az alábbi módon változott:
| Lakosok száma | 305  | 258  | 281  | 273  | 282  | 283  | 279  | 268  | 263  | 263  |
|               | 1968 | 1982 | 1990 | 2006 | 2013 | 2015 | 2017 | 2019 | 2020 | 2022 |